# Забаринский сельский совет (Харьковская область)
Забаринский сельский совет — входит в состав Зачепиловского района Харьковской области Украины.
Административный центр сельского совета находится в селе Забарино.

## История
- 1923 — дата образования.

## Населённые пункты совета
- село Забарино
- село Александровка